# 十码大战
《十码大战》是1983年美式足球街机游戏，由日本Irem公司开发并在日本发行，北美由太东发行，欧洲由Electrocoin发行。这是首款写实风格的美式足球游戏。
游戏1985年在红白机发行，欧美版由任天堂代理；1986年在MSX上发行。